# Richard Anstruther-Gough-Calthorpe
Sir Richard Hamilton Anstruther-Gough-Calthorpe, 2. Baronet, CBE, DL (* 28. März 1908 in London; † 7. Februar 1985 in Kensington, Royal Borough of Kensington and Chelsea, London) war ein britischer Adliger und Offizier der British Army.

## Leben

### Familiäre Herkunft, Studium und Offizier
Er war das älteste Kind und der einzige Sohn von FitzRoy Hamilton Lloyd-Anstruther aus dessen Ehe mit Hon. Rachel Gough-Calthorpe, der ältesten Tochter von Augustus Gough-Calthorpe, 6. Baron Calthorpe. Sein Vater änderte 1910 den Familiennamen von „Lloyd-Anstruther“ zu „Anstruther-Gough-Calthorpe“ und wurde 1929 zum Baronet, of Elvetham Hall, in the Parish of Elvetham, in the County of Hampshire, erhoben.
Seine jüngere Schwester Frances Jean Anstruther-Gough-Calthorpe war mit Lieutenant-Colonel Frank Alleyne Stockdale verheiratet, einem Sohn des Agrarwissenschaftlers und Vize-Vorsitzenden der 1948 gegründeten Commonwealth Development Corporation Sir Frank Arthur Stockdale. Seine jüngste Schwester Barbara Anstruther-Gough-Calthorpe wiederum war die Ehefrau des Unternehmers und Philanthropen Ian Lawson Johnston, 2. Baron Luke.
Richard Anstruther-Gough-Calthorpe selbst begann nach dem Besuch der renommierten Harrow School ein grundständiges Studium am Magdalene College der University of Cambridge. Zugleich absolvierte er als University Cadet eine Offiziersausbildung im Officers’ Training Corps (OTC) und wurde am 1. Oktober 1928 Second Lieutenant. Er wurde 1929 als Second Lieutenant in das Kavallerieregiment The Royal Scots Greys (2nd Dragoons) aufgenommen. 1930 beendete er sein grundständiges Studium mit einem Bachelor of Arts (B.A.) und wurde 1932 zum Lieutenant befördert. Nachdem er 1936 sein postgraduales Studium am Magdalene College mit einem Master of Arts (M.A.) abgeschlossen hatte, diente er zwischen 1936 und 1939 während des Arabischen Aufstandes als Regimentsadjutant im Mandatsgebiet Palästina und wurde in dieser Zeit 1938 zum Captain befördert.

### Zweiter Weltkrieg und Nachkriegszeit
Nach seiner Rückkehr wurde Anstruther-Gough-Calthorpe wurde im April 1939 Staff-Captain im Stab der 49th (West Riding) Division. Nach Ausbruch des Zweiten Weltkrieges nahm er 1940 an Einsätzen in Norwegen teil und wurde dafür als Officer des Order of the British Empire (OBE) ausgezeichnet. Er nahm im weiteren Kriegsverlauf zwischen 1941 und 1942 an Kampfeinsätzen im Nahen Osten teil und wurde am 27. April 1942 zunächst kommissarisch sowie drei Monate später am 27. Juli 1942 temporär in den Rang eines Lieutenant-Colonel befördert. Nach seiner Rückkehr wechselte er ins Kriegsministerium (War Office) und war dort zunächst zwischen 1943 und 1944 Referent in der 5. Sektion des Referats Militärische Operationen. Nachdem er am 8. Mai 1944 sowohl kommissarischer Colonel als auch kommissarischer Brigadier wurde, fungierte er zwischen dem 8. Mai 1944 und dem 21. Juli 1947 im Kriegsministerium als stellvertretender Leiter des Referates Militärische Operationen (Deputy Director of Military Operations, War Office). In dieser Verwendung erhielt er am 8. November 1944 die temporären Dienstgrade als Colonel und Brigadier sowie zugleich für die Dauer des Krieges den Rang eines Lieutenant-Colonel.
Nach Kriegsende wurde Richard Anstruther-Gough-Calthorpe am 18. Februar 1946 zum Major befördert. Zudem wurde er 1946 als Commander des Order of the British Empire (CBE) sowie 1947 mit dem französischen Croix de guerre ausgezeichnet. Am 21. Juli 1947 schied er aus dem aktiven Militärdienst aus und erhielt zugleich den Ehrenrang eines Brigadiers (Honorary Brigadier). Er engagierte sich danach in der Politik und wurde 1949 Mitglied des County Council von Hampshire sowie 1950 Friedensrichter für Hampshire. 1950 verlieh ihm die University of Birmingham einen Ehrendoktor der Rechte (Honorary Doctor of Laws). Er wurde am 29. April 1955 zudem Deputy Lieutenant (DL) von Hampshire. 1956 wurde er erneut zum Mitglied des County Council von Hampshire gewählt. Beim Tod seines Vaters am 29. September 1957 erbte er dessen Adelstitel als 2. Baronet.
Aus seiner am 20. Juli 1939 geschlossenen Ehe mit Nancy Moireach Malcolmson gingen die drei Söhne Niall Hamilton, Michael Richard sowie John Austen Anstruther-Gough-Calthorpe hervor. Da sein ältester Sohn Niall Hamilton Anstruther-Gough-Calthorpe am 26. Januar 1970 vor ihm starb, erbte dessen ältester Sohn Euan Hamilton Anstruther-Gough-Calthorpe am 7. Februar 1985 den Titel als 3. Baronet.